# Steve Jenkner
Steve Jenkner (né le 31 mai 1976 à Lichtenstein/Sa., dans la commune du Länder de Saxe, en Allemagne) est un ancien pilote allemand de motoGP.
Il commença la compétition lors du championnat du monde 1996 avec le Grand Prix moto d'Allemagne et s'arrêta à la fin de la saison 2005, après le Grand Prix moto de la Communauté de Valence.
Il réalisa sa meilleure saison en 2002 avec une place de 5e sur 125 cm3. Il a remporté le Grand Prix moto des Pays-Bas lors du championnat du monde 2003.

## Sources
- (en) Profil sur raceoffice
- (en) Profil sur MotoGP.com

- (en) Cet article est partiellement ou en totalité issu de l’article de Wikipédia en anglais intitulé « Steve Jenkner » (voir la liste des auteurs).